# David Lovering
David Lovering (ur. 6 grudnia 1961) – perkusista amerykańskiej grupy indierockowej Pixies.